# Adomnano
Adomnano de Iona (em latim: Adamnanus, Adomnanus; Condado de Donegal, Irlanda, 627/8 – Iona, 704), foi um abade de Iona (679–704), hagiógrafo, estadista e advogado clerical; é autor da mais importante Vita de São Columba e promulgador da "Lei dos Inocentes" (em latim: lex innocentium, também chamada de Lei de Adomnano). Na Irlanda, especialmente em Derry e no condado de Donegal, uma forma popular anglicizada de seu nome é Santo Eunan, do gaélico Naomh Adhamhnán.

## Vida
Adomnano era descendente de Colmán mac Sétna, um primo de São Columba e ancestral, através de seu filho Ainmire, dos reis de Cenél Conaill. Era filho de Rónán mac Tinne com Ronat, uma mulher da linhagem (norte) dos Uí Néill, conhecida como a Cenél nÉnda. O local de nascimento de Adomnano é desconhecido, mas presume-se que nasceu no território do grupo de seus parentes, o Cenél Conaill, cujo território fica atualmente no condado de Donegal. Algumas das lendas sobre a infância de Adomnano parecem confirmar, pelo menos, uma educação nesta área. 
Pensa-se que Adomnano pode ter começado sua carreira monástica em um mosteiro columbano chamado Druim Tuamma, mas é também possível ela ter-se iniciado em qualquer mosteiro columbano no norte da Irlanda ou em Dál Riata, embora Durrow seja a probabilidade mais forte. Ele provavelmente juntou-se à "família" columbana (ou seja, à federação de mosteiros sob a liderança da Abadia de Iona) por volta de 640. Alguns comentaristas modernos acreditam que ele não poderia ter chegado em Iona, antes de 669, ano da administração da abadia por Failbe, o primeiro abade de quem Adomnano dá alguma informação. No entanto, Richard Sharpe, alega que ele provavelmente chegou a Iona durante a administração de Ségéne (m. 652). Independentemente de quando ou onde Adomnano tenha recebido sua educação, o fato é que Adomnano atingiu um nível de aprendizagem raro para o norte da Europa, na Alta Idade Média. Tem sido sugerido por Alfred Smyth, que Adomnano passou alguns anos ensinando e estudando em Durrow, e apesar disto não ser aceito por todos os estudiosos, continua a ser uma forte possibilidade. Antes de se tornar abade em Iona, Santo Adomnano pode ter sido abade no mosteiro de Skreen no condado de Sligo.

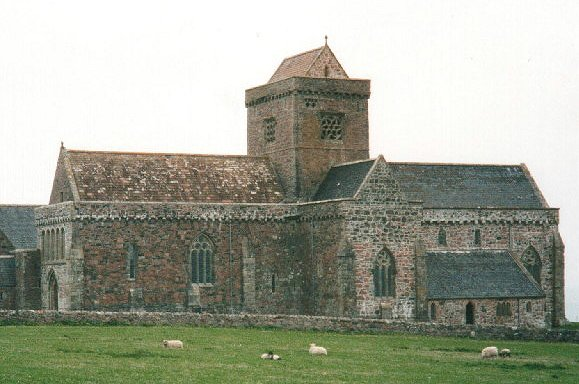
Abadia de Iona

Em 679, Adomnano tornou-se o nono abade de Iona após Columba. O abade Adomnano desfrutou de uma amizade com o rei Aldfrido da Nortúmbria. Em 684, Aldfrido era hóspede de Adomnano em Iona. Em 686, após a morte do irmão de Aldfrido, o rei Egfrido da Nortúmbria e a sucessão de Aldfrido ao trono, Adomnano esteve na Nortúmbria a pedido do rei Fínsnechta Fledach de Brega, a fim de obter a liberdade de sessenta gaels que tinham sido capturados em uma operação na Nortúmbria dois anos antes. Adomnano obteve sucesso nas negociações e conseguiu libertá-los. Adomnano, em consonância com a tradição de Iona, fez várias viagens para as terras dos ingleses durante seu período de abade. Às vezes considera-se, em decorrência do relato feito por Beda, que foi durante suas visitas a Nortúmbria, sob a gerência do abade Ceolfrido de Jarrow, que Adomnano decidiu adotar a datação romana da Páscoa, que havia sido acordado há alguns anos antes no Sínodo de Whitby (veja Controvérsia da Páscoa). Beda relata que isto levou a um cisma em Iona, onde Adomnano tornou-se segregado pelos demais irmãos em Iona, e viajou para a Irlanda  a fim de convencer os irlandeses a aceitarem a nova datação romana. O relato de Beda, no entanto, é raramente considerado pelos historiadores da região, embora fique claro que Adomnano adotou a datação romana, e, além disso, provavelmente discutiu o caso na Irlanda.
Em 697, é geralmente aceito que Adomnano promulgou a Cáin Adomnáin, significando literalmente os "cânones" ou "Lei de Adomnano". A Cáin Adomnano foi promulgada num encontro de notáveis irlandeses, dalríados e pictos durante o Sínodo de Birr. É um conjunto de leis destinadas, entre outras coisas, a garantir a segurança e a imunidade de vários tipos de não-combatentes na guerra. Por este motivo, também é conhecida como a "Lei dos Inocentes". É a primeira iniciativa deste tipo registrado na Europa, e como tal, é muitas vezes considerada, embora duvidosa, um protótipo para a Convenção de Genebra e a Declaração Universal dos Direitos Humanos.

## Trabalhos
O trabalho mais importante de Adomnano, e aquele que o tornou mais conhecido, é o "Vida de São Columba" (em latim: Vita Columbae), uma hagiografia do fundador de Iona. A fonte é de longe o trabalho mais importante escrito no início da Idade Média na Escócia, e é uma fonte vital para o nosso conhecimento sobre os pictos, bem como uma grande visão da vida em Iona e dos monges medievais irlandeses. Contudo, a Vita não foi o seu único trabalho. Adomnano também escreveu o tratado De Locis Sanctis (ou seja, "Em Lugares Sagrados"), um relato dos grandes lugares sagrados cristãos e centros de peregrinação. Adomnano recebeu grande parte desta informação de um bispo franco chamado Arculfo, que visitou pessoalmente o Egito, Roma, Constantinopla e a Terra Santa, e depois visitou Iona. Adomnano considerou o trabalho tão importante que deu uma cópia deste para o rei Aldfrido da Nortúmbria (685-704). Também é atribuído a ele um grande número de poesias gaélicas, incluindo a celebração da vitória do rei picto Bridei (671-93) da Nortúmbria na Batalha de Dunnichen (685). 
Adomnano morreu em 704, e tornou-se um santo da tradição escocesa e irlandesa, bem como uma das figuras mais importantes de toda a história escocesa ou irlandesa. Sua morte e festa litúrgica são comemoradas em 23 de setembro. Juntamente com São Columba, é padroeiro da Diocese de Raphoe, que abrange a maior parte do condado de Donegal, no noroeste da Irlanda.

## Legado
Em sua nativa Donegal, o santo emprestou seu nome a várias instituições e edifícios, incluindo:
- A Catedral de Santo Eunan em Letterkenny, condado de Donegal; a atual sede do Bispado de Raphoe,
- O Colégio Santo Eunan, uma prestigiada escola secundária em  Letterkenny,
- A Escola Nacional Santo Eunan, na pequena vila de Laghey, bem ao sul de Donegal Town,
- O Clube Santo Eunan, em Letterkenny, condado de Donegal